# Grizz Chapman
Grizzwald "Grizz" Chapman é um actor de televisão americano, mais conhecido pelo seu papel recorrente como Grizz Griswold na série da NBC 30 Rock. Uma entrevista em Junho de 2007 menciona a altura de Chapman como 6 pés e 10 polegadas (aproximadamente 2,10m). Em seu comentário para o episódio "Tracy Does Conan", Tracy Morgan revelou que eles se conheceram quando Chapman estava trabalhando como segurança em um clube de strip-tease. Chapman e o actor Kevin Brown foram apresentados na sexta temporada em um episódio de Hidden Potential.
Chapman recebeu um transplante de rim em Julho de 2010. O actor sofre de severa hipertensão e tinha sido submetido a diálise, um tratamento antes do transplante. Devido a sua batalha com a sua doença renal, em 31 de Março de 2010, Chapman assinou contrato para ser um porta-voz da National Kidney Foundation.

## Filmografia
- 30 Rock - Grizz Griswold